# 砂地石灰藓
砂地石灰藓（学名：Barbula arcuata）为丛藓科扭口藓属下的一个种。其种加词“arcuata”意为“弓形的”、“弯曲的”。